# Плей-оф Білоруської Екстраліги 2010
Плей-оф Білоруської Екстраліги 2010 стартував 1 березня 2010 року після завершення регулярного сезону 2009—10. Клуб «Шахтар» (Солігорськ) пробився до першої серії плей-оф у своїй історії.
Фінальний матч плей-оф відбувся 3 квітня, в якому «Юність» (Мінськ) перемогла «Шахтар» (Солігорськ), вигравши серію із рахунком 4:3, стала п'ятиразовим чемпіоном Білорусі. Нападник «Шахтаря» Олег Шафаренко із 16-ма очками став найціннішим гравцем серії плей-оф.

## Посів плей-оф
8 команд, які за підсумками регулярного чемпіонату посіли найвищі місця, кваліфікувалися до серії плей-оф. Команда «Юність-Мінськ» стала переможцем регулярного чемпіонату, набравши 129 очок.
1. Юність-Мінськ — 129 очок
2. Шахтар Солігорськ — 112 очок
3. ХК Гомель — 107 очок
4. Сокіл Київ — 107 очок
5. Хімволокно-Могильов — 92 очки
6. Керамін-Мінськ — 86 очок
7. Німан Гродно — 86 очок
8. ХК Вітебськ — 76 очок

## Сітка плей-оф
В 1/4 фіналу команди розділені на пари згідно із зайнятими місцями за підсумками першого етапу: 1—8, 2—7, 3—6, 4—5. В 1/2 фіналу учасники розподіляються за наступним принципом: команда, що посіла за підсумками першого етапу найвище місце, зустрічається з командою, що посіла найнижче місце. 
- 1/4 і 1/2 фіналу проводяться до 3-х перемог, фінал — до 4-х перемог однієї з команд.
- ігри за третє місце не проводяться, третє місце присуджується команді, що програла в 1/2 фіналу і посіла в регулярному чемпіонаті найвище місце.
- команди, що посіли найвищі місця на 1-му етапі, перші два матчі в 1/4 і 1/2 фіналу проводять вдома, два матчі-відповіді — на виїзді; якщо виявиться потрібним п'ятий — вдома. У фіналі перші два матчі проводить вдома, два матчі-відповіді — на виїзді, якщо виявляться потрібними, п'ятий — вдома, шостий — на виїзді, сьомий — вдома.

У випадку, якщо матчі плей-оф закінчуються унічию, призначається додатковий період (4 х 4) тривалістю 20 хвилин, із заливом льоду. Команди міняються воротами. Не використаний штрафний час лишається в силі. В додатковому періоді гра продовжується до першої закинутої шайби, команда, що закинула шайбу, огололошується переможцем. Ігри плей-оф проводятбся без штрафнтх кидків. Переможець визначається за допомогою невизначеної кількості додаткових періодів тривалістю по 20 хвилин до першої закинутої шайби.
|  | Чвертьфінали | Чвертьфінали   | Чвертьфінали |        |            | Півфінали     | Півфінали | Півфінали |  |  | Фінал | Фінал         | Фінал |
|  |              |                |              |        |            |               |           |           |  |  |       |               |       |
|  | 1            | Юність Мінськ  | 3            |        |            |               |           |           |  |  |       |               |       |
|  | 8            | ХК Вітебськ    | 0            |        |            |               |           |           |  |  |       |               |       |
|  | 8            | ХК Вітебськ    | 0            |        | 1          | Юність Мінськ | 3         |           |  |  |       |               |       |
|  |              |                |              |        | 1          | Юність Мінськ | 3         |           |  |  |       |               |       |
|  |              | 4              | Сокіл Київ   | 0      |            |               |           |           |  |  |       |               |       |
|  | 4            | 4              | Сокіл Київ   | 0      | Сокіл Київ | 3             |           |           |  |  |       |               |       |
|  | 4            |                |              |        | Сокіл Київ | 3             |           |           |  |  |       |               |       |
|  | 5            | Хімволокно     | 2            |        |            |               |           |           |  |  |       |               |       |
|  |              |                |              |        |            |               |           |           |  |  | 1     | Юність Мінськ | 4     |
|  |              |                | 2            | Шахтар | 3          |               |           |           |  |  |       |               |       |
|  | 3            | ХК Гомель      | 3            |        |            |               |           |           |  |  |       |               |       |
|  | 6            | Керамін Мінськ | 0            |        |            |               |           |           |  |  |       |               |       |
|  | 6            | Керамін Мінськ | 0            |        | 2          | Шахтар        | 3         |           |  |  |       |               |       |
|  |              |                |              |        | 2          | Шахтар        | 3         |           |  |  |       |               |       |
|  |              | 3              | ХК Гомель    | 1      |            |               |           |           |  |  |       |               |       |
|  | 2            | 3              | ХК Гомель    | 1      | Шахтар     | 3             |           |           |  |  |       |               |       |
|  | 2            |                |              |        | Шахтар     | 3             |           |           |  |  |       |               |       |
|  | 7            | Німан Гродно   | 0            |        |            |               |           |           |  |  |       |               |       |

## Чвертьфінали

### Юність Мінськ — ХК Вітебськ
«Юність» (Мінськ) вийшла до плей-оф, фінішувавши у регулярному чемпіонаті з найкращим результатом, набравши 129 очок. ХК «Вітебськ» пробився до плей-оф, посівши в регулярному 8-е місце з 76 очками.
«Юність» виграла серію із рахунком 3:0, забиваючи у кожній грі щонайменш три голи. У першій грі серії за рахунку 1:1 після першого періоду завдяки голам у більшості Дмитра Дудика і Олександра Матерухіна, «Юність» вийшла вперед 3:1. Четверту шайбу закинув Андрій Степанов на 11:14 хвилині третього періоду, а Василь Полоницький, закинувши 2 шайбу своєї команди, встановив остаточний рахунок 4:2. Воротар «Вітебська» Михайло Шибанов здійснив 38 сейів. У другій грі «Юність» закинула дві шайби у більшості, вигравши із рахунком 3:0. Воротар «Юності» Віталій Белінський здійснив 26 сейвів і записав на свій рахунок шатаут. В третьому матчі після другого періоду за рахунку 2:1 на користь «Вітебська» завдяки шайбам Костянтина Захарова і Максима Слиша «Юність» здобула перемогу 2:3 і в підсумку виграла серію. Михайло Шибанов та Віталій Белінський зробили по 36 і 21 сейвів відповідно.
Час початку матчів місцевий (UTC+2).
| 1 березня 18:30 | Юність Мінськ | 4 : 2 (1:1, 2:0, 1:1) | ХК Вітебськ | Ковзанка ХК Юність-Мінськ, Мінськ Глядачів: 580 |

| Протокол | Протокол                                | Протокол                                                          | Протокол                            | Протокол                                                        |
| --- | --------------------------------------- | ----------------------------------------------------------------- | ----------------------------------- | --------------------------------------------------------------- |
| | Віталій Бєлінський 26 сейвів/ 28 кидків | Голкіпери                                                         | Михайло Шибанов 38 сейвів/ 42 кидки | Арбітри: Валерій Жаглов (Новополоцьк) Віктор Пляц (Новополоцьк) |
| Єркович (Остроушко, А. Степанов, б.) 12:00 Дудик (Матерухін, Баранов, б.) 16:05 Матерухін (Тимченко) 19:23 А. Степанов (Захаров) 11:14 | 0:1 1:1 2:1 3:1 4:1 4:2                 | 9:49 Орлов (Голубєв) 9:49 Полоницький (Наваренко, Востріков, б.2) |                                     | Арбітри: Валерій Жаглов (Новополоцьк) Віктор Пляц (Новополоцьк) |
| 16 хв. | Вилучення                               | 14 хв.                                                            |                                     | Арбітри: Валерій Жаглов (Новополоцьк) Віктор Пляц (Новополоцьк) |
| 42 | Кидки                                   | 28                                                                |                                     | Арбітри: Валерій Жаглов (Новополоцьк) Віктор Пляц (Новополоцьк) |

| 2 березня 18:30 | Юність Мінськ | 3 : 0 (1:0, 0:0, 2:0) | ХК Вітебськ | Ковзанка ХК Юність-Мінськ, Мінськ Глядачів: 500 |

| Протокол | Протокол                             | Протокол  | Протокол                             | Протокол                                                        |
| --- | ------------------------------------ | --------- | ------------------------------------ | --------------------------------------------------------------- |
| | Віталій Бєлінський 21 сейв/ 21 кидок | Голкіпери | Михайло Шибанов 35 сейвів/ 38 кидків | Арбітри: Віктор Пляц (Новополоцьк) Валерій Жаглов (Новополоцьк) |
| Слиш (А. Степанов, Остроушко, б.) 7:27 Тимченко (Рядинський, Сенькевич, б.) 5:47 Дудик (Захаров, Кітаров) 6:52 | 1:0 2:0 3:0                          |           |                                      | Арбітри: Віктор Пляц (Новополоцьк) Валерій Жаглов (Новополоцьк) |
| 14 хв. | Вилучення                            | 14 хв.    |                                      | Арбітри: Віктор Пляц (Новополоцьк) Валерій Жаглов (Новополоцьк) |
| 38 | Кидки                                | 21        |                                      | Арбітри: Віктор Пляц (Новополоцьк) Валерій Жаглов (Новополоцьк) |

| 5 березня 18:30 | ХК Вітебськ | 2 : 3 (0:0, 2:1, 0:2) | Юність Мінськ | Льодовий палац, Вітебськ Глядачів: 1,500 |

| Протокол                                                               | Протокол                             | Протокол                                                                                      | Протокол                             | Протокол                                                         |
| ---------------------------------------------------------------------- | ------------------------------------ | --------------------------------------------------------------------------------------------- | ------------------------------------ | ---------------------------------------------------------------- |
|                                                                        | Михайло Шибанов 36 сейвів/ 39 кидків | Голкіпери                                                                                     | Віталій Бєлінський 21 сейв/ 23 кидки | Арбітри: Валерій Горяєв (Новополоцьк) Дмитро Шилов (Новополоцьк) |
| Абакунчик (Глінкін, Герловський, м.) 5:38 Гніденко (Полоницький) 18:31 | 0:1 1:1 2:1 2:2 2:3                  | 17:39 Дудик (Єркович, б.) 8:59 Захаров (Дудик, Кітаров, б.) 14:12 Слиш (А. Степанов, Баранов) |                                      | Арбітри: Валерій Горяєв (Новополоцьк) Дмитро Шилов (Новополоцьк) |
| 26 хв.                                                                 | Вилучення                            | 8 хв.                                                                                         |                                      | Арбітри: Валерій Горяєв (Новополоцьк) Дмитро Шилов (Новополоцьк) |
| 23                                                                     | Кидки                                | 39                                                                                            |                                      | Арбітри: Валерій Горяєв (Новополоцьк) Дмитро Шилов (Новополоцьк) |

### Шахтар Солігорськ — Німан Гродно
«Шахтар» (Солігорськ) вийшов до плей-оф, фінішувавши у регулярному чемпіонаті на другому місці, набравши 112 очок. «Німан» (Гродно) пробився до плей-оф, посівши в регулярному 7-е місце з 86 очками.
«Шахтар» виграв серію із рахунком 3:0, закидаючи у кожній грі щонайменш три шайби. У першому матчі, завдяки дублю Максима Балмочних «Шахтар» здобув перемогу із рахунком 4:2. У складі «Німана» голи забивали Олег Благой у більшості та Сергій Малявко у меншості. Воротар «Німана» Олександр Зарудний здійснив 32 сейви. У другому матчі «Шахтар» переміг із рахунком 3:0. Максим Балмочних закинув свою третю шайбу в серії, а воротар «Шахтаря» Міка Окса здійснив 25 сейвів і записав на свій рахунок шатаут. В третьому матчі «Німан» поступився «Шахтарю» на домашній арені із рахунком 0:4. У другому періоді Максим Балмочних закинув свою четверту шайбу в серії, а Міка Окса здійснив 28 сейвів записав на свій рахунок другий шатаут в серії. Також у складі «Шахтаря» голами відзначились капітан Андрій Башко, Віктор Андрущенко та Олексій Страхов.
Час початку матчів місцевий (UTC+2).
| 1 березня 18:30 | Шахтар Солігорськ | 4 : 2 (0:1, 3:0, 1:1) | Німан Гродно | Льодовий палац, Солігорськ Глядачів: 1,010 |

| Протокол | Протокол                       | Протокол                                                            | Протокол                               | Протокол                                                        |
| --- | ------------------------------ | ------------------------------------------------------------------- | -------------------------------------- | --------------------------------------------------------------- |
| | Міка Окса 14 сейвів/ 16 кидків | Голкіпери                                                           | Олександр Зарудний 32 сейви/ 36 кидків | Арбітри: Максим Сидоренко (Мінськ) Ярослав Завгородній (Мінськ) |
| Страхов (Михайлов, Камбович, б.) 7:25 Балмочних (Кулаков, Шафаренко) 10:55 Кулаков (Шафаренко, Андрущенко) 12:43 Балмочних (Чуприс) 3:41 | 0:1 1:1 2:1 3:1 4:1 4:2        | 4:23 Благой (Горбунов, б.) 13:03 С. Малявко (Ремезов, Медведєв, м.) |                                        | Арбітри: Максим Сидоренко (Мінськ) Ярослав Завгородній (Мінськ) |
| 12 хв. | Вилучення                      | 10 хв.                                                              |                                        | Арбітри: Максим Сидоренко (Мінськ) Ярослав Завгородній (Мінськ) |
| 36 | Кидки                          | 16                                                                  |                                        | Арбітри: Максим Сидоренко (Мінськ) Ярослав Завгородній (Мінськ) |

| 2 березня 18:30 | Шахтар Солігорськ | 3 : 0 (2:0, 1:0, 0:0) | Німан Гродно | Льодовий палац, Солігорськ Глядачів: 1,300 |

| Протокол | Протокол                       | Протокол  | Протокол                              | Протокол                                                        |
| --- | ------------------------------ | --------- | ------------------------------------- | --------------------------------------------------------------- |
| | Міка Окса 25 сейвів/ 25 кидків | Голкіпери | Олександр Зарудний 21 сейв/ 24 кидків | Арбітри: Ярослав Завгородний (Мінськ) Максим Сидоренко (Мінськ) |
| Андрущенко (Світо, Шафаренко) 6:38 Балмочних (Ковиршин, Андрущенко, б.) 11:04 Шафаренко (Кулаков, Башко, б.) 4:35 | 1:0 2:0 3:0                    |           |                                       | Арбітри: Ярослав Завгородний (Мінськ) Максим Сидоренко (Мінськ) |
| 14 хв. | Вилучення                      | 16 хв.    |                                       | Арбітри: Ярослав Завгородний (Мінськ) Максим Сидоренко (Мінськ) |
| 24 | Кидки                          | 25        |                                       | Арбітри: Ярослав Завгородний (Мінськ) Максим Сидоренко (Мінськ) |

| 5 березня 18:30 | Німан Гродно | 0 : 4 (0:2, 0:2, 0:0) | Шахтар Солігорськ | Льодовий палац, Гродно |

| Протокол | Протокол                                | Протокол | Протокол                       | Протокол                                                           |
| -------- | --------------------------------------- | --- | ------------------------------ | ------------------------------------------------------------------ |
|          | Олександр Зарудний 26 сейвів/ 30 кидків | Голкіпери | Міка Окса 28 сейвів/ 28 кидків | Арбітри: Василь Биковський (Вітебськ) Володимир Проскуров (Мінськ) |
|          | 0:1 0:2 0:3 0:4                         | 6:21 Башко (Шафаренко, Світо) 8:04 Андрущенко (Люткевич, Страхов) 17:59 Балмочних (Чуприс, Ковиршин, б.) 18:32 Страхов (Михайлов, Камбович) |                                | Арбітри: Василь Биковський (Вітебськ) Володимир Проскуров (Мінськ) |
| 22 хв.   | Вилучення                               | 12 хв. |                                | Арбітри: Василь Биковський (Вітебськ) Володимир Проскуров (Мінськ) |
| 28       | Кидки                                   | 30 |                                | Арбітри: Василь Биковський (Вітебськ) Володимир Проскуров (Мінськ) |

### ХК Гомель — Керамін Мінськ
ХК «Гомель» вийшов до плей-оф, фінішувавши у регулярному чемпіонаті на третьому місці, набравши 92 очки. «Керамін» (Мінськ) пробився до плей-оф, посівши в регулярному 6-е місце з 86 очками.
«Гомель» виграв серію із рахунком 3:0. У першому матчі «Гомель» здобув переміг «Керамін» із рахунком 2:1. Гомель вийшов вперед у першому періоді завдяки голу Дмитра Якушина у більшості, однак Гліб Завалов зрівняв рахунок. Перемогу «Гомелю» приніс Олександр Усенко, закинувши на 7:30 хвилині першого періоду. Воротар «Кераміна» Матуш Костур здійснив 36 сейвів. У другій грі «Гомель» здобув другу перемогу у серії із рахунком 4:1. На гол Андрія Мороза у меншості, хокеїсти «Гомеля» відповіли 4-ма шайбами: Дмитра Рудака і Євгена Соломонова, які закинули у більшості та Єгора Філіна і Дмитра Якушина. Воротар «Гомеля» Ігор Брикун здійснив 36 сейвів. У третьому матчі «Керамін» на домашній арені поступився 2:3. Переможну шайбу закинув нападник «Гомеля» Олександр Жидких на 50-ій секунді 3-го періоду.
Час початку матчів місцевий (UTC+2).
| 1 березня 18:30 | ХК Гомель | 2 : 1 (2:1, 0:0, 0:0) | Керамін Мінськ | Льодовий палац, Гомель Глядачів: 2,500 |

| Протокол                                                           | Протокол                         | Протокол              | Протокол                          | Протокол                                                     |
| ------------------------------------------------------------------ | -------------------------------- | --------------------- | --------------------------------- | ------------------------------------------------------------ |
|                                                                    | Ігор Брикун 19 сейвів/ 20 кидків | Голкіпери             | Матуш Костур 36 сейвів/ 38 кидків | Арбітри: Андрій Васько (Гродно) Володимир Проскуров (Мінськ) |
| Якушин (Жидких, б. 2) 2:44 О. Усенко (І. Усенко, Огородніков) 7:30 | 1:0 1:1 2:1                      | 3:51 Завалов (Глібов) |                                   | Арбітри: Андрій Васько (Гродно) Володимир Проскуров (Мінськ) |
| 10 хв.                                                             | Вилучення                        | 12 хв.                |                                   | Арбітри: Андрій Васько (Гродно) Володимир Проскуров (Мінськ) |
| 38                                                                 | Кидки                            | 20                    |                                   | Арбітри: Андрій Васько (Гродно) Володимир Проскуров (Мінськ) |

| 2 березня 18:30 | ХК Гомель | 4 : 1 (2:1, 1:0, 1:0) | Керамін Мінськ | Льодовий палац, Гомель Глядачів: 2,600 |

| Протокол | Протокол                         | Протокол                | Протокол                         | Протокол                                                     |
| --- | -------------------------------- | ----------------------- | -------------------------------- | ------------------------------------------------------------ |
| | Ігор Брикун 36 сейвів/ 37 кидків | Голкіпери               | Матуш Костур 29 сейвів/ 33 кидки | Арбітри: Андрій Васько (Гродно) Володимир Проскуров (Мінськ) |
| Рудак (Жидких, О. Усенко, б.) 2:29 Якушин (Соломонов) 14:40 Є. Філін (Жидких, Огородніков) 1:17 Соломонов (Жидких, б.) 18:55 | 0:1 1:1 2:1 3:1 4:1              | 1:25 Мороз (Тиднюк, м.) |                                  | Арбітри: Андрій Васько (Гродно) Володимир Проскуров (Мінськ) |
| 10 хв. | Вилучення                        | 30 хв.                  |                                  | Арбітри: Андрій Васько (Гродно) Володимир Проскуров (Мінськ) |
| 33 | Кидки                            | 37                      |                                  | Арбітри: Андрій Васько (Гродно) Володимир Проскуров (Мінськ) |

| 5 березня 18:30 | Керамін Мінськ | 2 : 3 (1:2, 1:0, 0:1) | ХК Гомель | Льодовий палац, Мінськ Глядачів: 1,250 |

| Протокол                                               | Протокол                       | Протокол                                                                                      | Протокол                         | Протокол                                        |
| ------------------------------------------------------ | ------------------------------ | --------------------------------------------------------------------------------------------- | -------------------------------- | ----------------------------------------------- |
|                                                        | Матуш Костур 21 сейв/ 24 кидки | Голкіпери                                                                                     | Ігор Брикун 25 сейвів/ 27 кидків | Арбітри: Максим Урда (Київ) Олег Лускань (Київ) |
| Тиднюк (Пермяков) 9:11 Кукушкін (Еберт, Хафізов) 13:37 | 1:0 1:1 1:2 2:2 2:3            | 10:43 Філічкін (Огородніков) 11:21 Рудак (Жидких, Соломонов) 0:50 Жидких (Якушин, В. Магдєєв) |                                  | Арбітри: Максим Урда (Київ) Олег Лускань (Київ) |
| 6 хв.                                                  | Вилучення                      | 16 хв.                                                                                        |                                  | Арбітри: Максим Урда (Київ) Олег Лускань (Київ) |
| 27                                                     | Кидки                          | 24                                                                                            |                                  | Арбітри: Максим Урда (Київ) Олег Лускань (Київ) |

### Сокіл Київ — Хімволокно Могильов

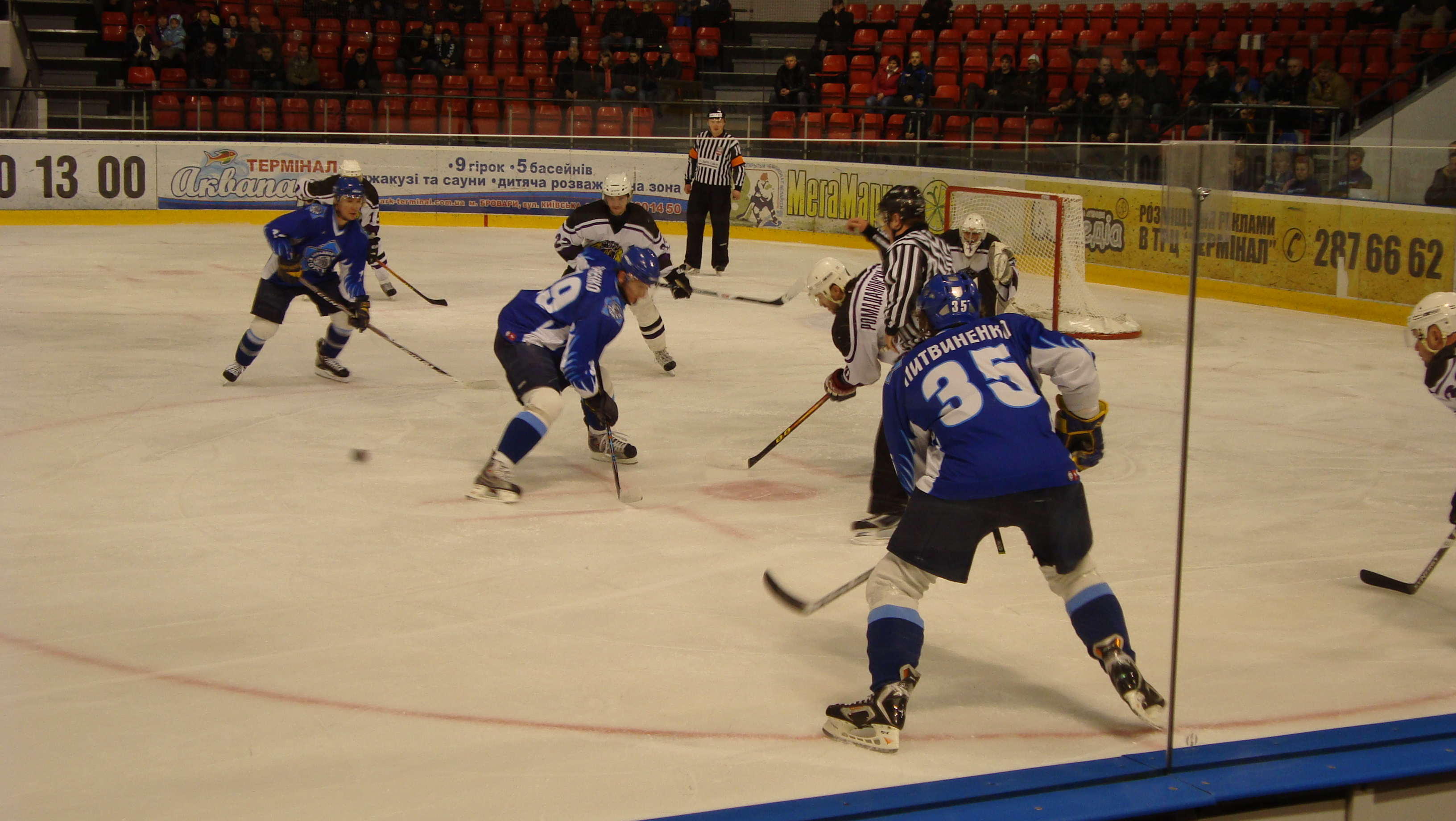
Вкидання під час матчу №2 «Сокіл» — «Хімволокно», 2 березня 2010

«Сокіл» (Київ) пробився до плей-оф, фінішувавши у регулярному чемпіонаті на 4-му місці з 107 очками. «Хімволокно» (Могильов) завершив регулярну частину чемпіонату на 5-му місці, набравши 92 очки.
«Сокіл» виграв серію із рахунком 3:2. «Хімволокно» виграв першу гру із рахунком 4:2. Перемогу принесли капітан команди Олександр Борозенко, який закинув дві шайби та Артем Божко, який закинув у пусті ворота на останніх секундах зустрічі.
На другу гру тренер «Сокола» Олександр Сеуканд замість основного воротаря Ігоря Карпенка виставив Костянтина Симчука, після того, як Карпенко пропустив 3 голи з 20 кидків у першій грі. В другому матчі Симчук здійснив 31 сейв, а «Сокіл» взяв реванш за поразку, перемігши із рахунком 3:2. Переможну шайбу закинув Дмитро Німенко на 9:51 хвилині 3-го періоду. У третьому матчі «Хімволокно» здобув перемогу із рахунком 2:1 і вийшов вперед у серії. Основний час гри закінчився за нічийного результату 1:1, а на 4:00 хвилині першого овертайму нападник «Хімволокна» Іван Сахаров закинув шайбу і приніс перемогу своїй команді. На 34:05 хвилині Симчук не дозволив Андрію Самохвалову реалізувати штрафний кидок. У четвертому матчі «Сокіл» здобув виїзну перемогу 2:3 і зрівняв рахунок в серії 2:2. На 15:20 хвилині другого періоду захисник «Сокола» Денис Ісаєнко закинув у більшості переможну шайбу. На 23:34 хвилині Карпенко зазнав травми коліна і був замінений на Симчука. У п'ятому матчі Сокіл здобув перемогу з рахунком 2:1. На гол Івана Сахарова в першому періоді кияни відповіли голом Валентина Олецького. Переможну шайбу закинув захисник Олександр Побєдоносцев на 7:39 хвилині овертайму у більшості.
Час початку матчів місцевий (UTC+2).
| 1 березня 19:00 | Сокіл Київ | 2 : 4 (0:1, 1:2, 1:1) | Хімволокно Могильов | Льодова арена «Термінал», Бровари Глядачів: 550 |

| Протокол                                                                | Протокол                                                               | Протокол | Протокол                               | Протокол                                         |
| ----------------------------------------------------------------------- | ---------------------------------------------------------------------- | --- | -------------------------------------- | ------------------------------------------------ |
|                                                                         | Ігор Карпенко 17 сейвів/ 20 кидків Костянтин Симчук 7 сейвів/ 7 кидків | Голкіпери | Леонід Гришукевич 37 сейвів/ 39 кидків | Арбітри: Олександр Запольський Василь Биковський |
| Сальников (Климентьєв) 8:32 Аверкін (Климентьєв, Литвиненко, б.2) 15:53 | 0:1 0:2 1:2 1:3 2:3 2:4                                                | 8:17 Лєтов (Ромадановський, Божко, б.) 7:15 Борозенко (Божко, Ромадановський, б.) 13:30 Борозенко 19:38 Божко (Борозенко, г.п.в.) |                                        | Арбітри: Олександр Запольський Василь Биковський |
| 55 хв.                                                                  | Вилучення                                                              | 37 хв. |                                        | Арбітри: Олександр Запольський Василь Биковський |
| 39                                                                      | Кидки                                                                  | 28 |                                        | Арбітри: Олександр Запольський Василь Биковський |

| 2 березня 19:00 | Сокіл Київ | 3 : 2 (1:1, 0:0, 2:1) | Хімволокно Могильов | Льодова арена «Термінал», Бровари Глядачів: 700 |

| Протокол | Протокол                           | Протокол                                                                         | Протокол                              | Протокол                                         |
| --- | ---------------------------------- | -------------------------------------------------------------------------------- | ------------------------------------- | ------------------------------------------------ |
| | Костянтин Симчук 31 сейв/ 33 кидки | Голкіпери                                                                        | Леонід Гришукевич 39 сейвів/ 42 кидки | Арбітри: Олександр Запольський Василь Биковський |
| Слюсар (Сальников, Побєдоносцев, б.) 10:56 Сальников (Побєдоносцев, Литвиненко, б.) 0:40 Німенко (Гунько, Аверкін) 9:51 | 1:0 1:1 2:1 2:2 3:2                | 15:15 Блох (Куцевич, Самохвалов, ш.п.г) 4:57 Томілін (Царегородцев, Сахаров, б.) |                                       | Арбітри: Олександр Запольський Василь Биковський |
| 12 хв. | Вилучення                          | 26 хв.                                                                           |                                       | Арбітри: Олександр Запольський Василь Биковський |
| 42 | Кидки                              | 33                                                                               |                                       | Арбітри: Олександр Запольський Василь Биковський |

| 5 березня 18:30 | Хімволокно Могильов | 2 : 1 ОТ (0:1, 0:0, 1:0, 1:0) | Сокіл Київ | Палац спорту, Могильов Глядачів: 2,500 |

| Протокол                                                                     | Протокол                               | Протокол            | Протокол                             | Протокол                                                  |
| ---------------------------------------------------------------------------- | -------------------------------------- | ------------------- | ------------------------------------ | --------------------------------------------------------- |
|                                                                              | Леонід Гришукевич 15 сейвів/ 16 кидків | Голкіпери           | Костянтин Симчук 30 сейвів/ 32 кидки | Арбітри: Максим Сидоренко (Мінськ) Євген Денисік (Гродно) |
| Борозенко (Сальников, Лєтов, б.) 16:05 Сахаров (Царегородцев, Горбачов) 4:00 | 0:1 1:1 2:1                            | 6:46 Сальников (м.) |                                      | Арбітри: Максим Сидоренко (Мінськ) Євген Денисік (Гродно) |
| 14 хв.                                                                       | Вилучення                              | 22 хв.              |                                      | Арбітри: Максим Сидоренко (Мінськ) Євген Денисік (Гродно) |
| 32                                                                           | Кидки                                  | 16                  |                                      | Арбітри: Максим Сидоренко (Мінськ) Євген Денисік (Гродно) |

| 6 березня 17:00 | Хімволокно Могильов | 2 : 3 (1:1, 1:2, 0:0) | Сокіл Київ | Палац спорту, Могильов Глядачів: 2,400 |

| Протокол                                                                | Протокол                               | Протокол                                                                                      | Протокол                                                                | Протокол                                                  |
| ----------------------------------------------------------------------- | -------------------------------------- | --------------------------------------------------------------------------------------------- | ----------------------------------------------------------------------- | --------------------------------------------------------- |
|                                                                         | Леонід Гришукевич 17 сейвів/ 20 кидків | Голкіпери                                                                                     | Ігор Карпенко 16 сейвів/ 17 кидків Костянтин Симчук 20 сейвів/ 21 кидок | Арбітри: Євген Денисік (Гродно) Максим Сидоренко (Мінськ) |
| Хом'яков (Самохвалов, Куцевич) 15:43 Царегородцев (Ромадановський) 8:13 | 0:1 1:1 2:1 2:2 2:3                    | 3:24 Побєдоносцев (Ісаєнко, Олецький, м.) 8:45 Олецький 15:20 Ісаєнко (Пастух, Сальников, б.) |                                                                         | Арбітри: Євген Денисік (Гродно) Максим Сидоренко (Мінськ) |
| 16 хв.                                                                  | Вилучення                              | 12 хв.                                                                                        |                                                                         | Арбітри: Євген Денисік (Гродно) Максим Сидоренко (Мінськ) |
| 38                                                                      | Кидки                                  | 20                                                                                            |                                                                         | Арбітри: Євген Денисік (Гродно) Максим Сидоренко (Мінськ) |

| 9 березня 19:00 | Сокіл Київ | 2 : 1 ОТ (0:1, 1:0, 0:0, 1:0) | Хімволокно Могильов | Льодова арена «Термінал», Бровари Глядачів: 1,600 |

| Протокол                                                                            | Протокол                            | Протокол                                    | Протокол                             | Протокол                                                     |
| ----------------------------------------------------------------------------------- | ----------------------------------- | ------------------------------------------- | ------------------------------------ | ------------------------------------------------------------ |
|                                                                                     | Костянтин Симчук 23 сейви/ 24 кидки | Голкіпери                                   | Леонід Гришукевич 22 сейви/ 24 кидки | Арбітри: Андрій Васько (Гродно) Володимир Наливайко (Мінськ) |
| Олецький (Сальников, Побєдоносцев) 19:48 Побєдоносцев (Аверкін, Сальников, б.) 7:39 | 0:1 1:1 2:1                         | 14:38 Сахаров (Царегородцев, Сальников, б.) |                                      | Арбітри: Андрій Васько (Гродно) Володимир Наливайко (Мінськ) |
| 12 хв.                                                                              | Вилучення                           | 28 хв.                                      |                                      | Арбітри: Андрій Васько (Гродно) Володимир Наливайко (Мінськ) |
| 24                                                                                  | Кидки                               | 24                                          |                                      | Арбітри: Андрій Васько (Гродно) Володимир Наливайко (Мінськ) |

## Півфінали

### Юність Мінськ — Сокіл Київ

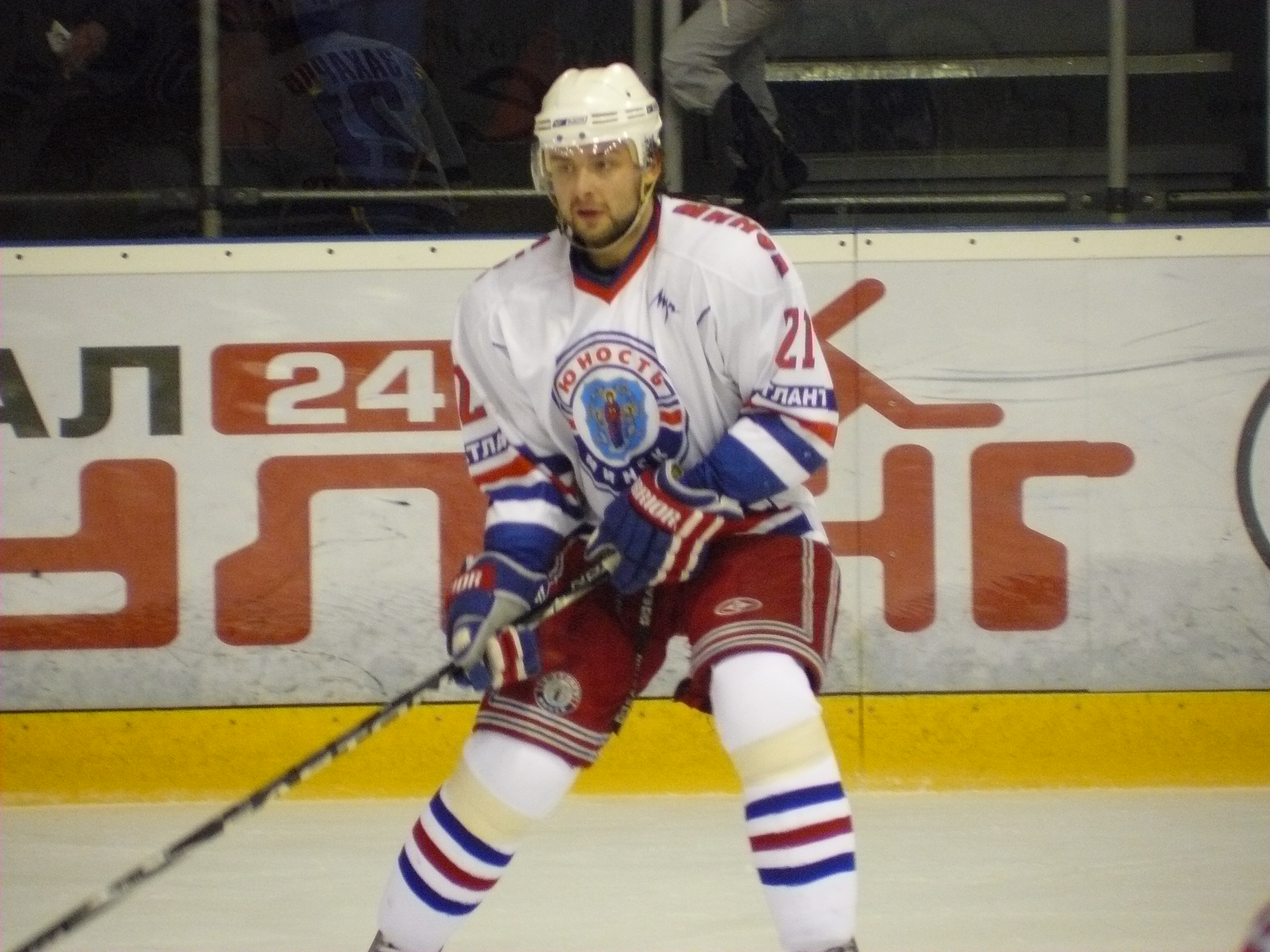
Костянтин Захаров під час матчу «Сокіл» — «Юність». Захаров закинув три шайби в серії проти «Сокола»

«Юність» та «Сокіл» раніше ще не зустрічалися між собою в плей-оф білоруського чемпіонату, тому зустрічі суперників стали дебютними в їхній історії в раунді турнірів на вибування.
«Юність» виграла серію із рахунком 3:0. Перший матч серії відбувся 12 березня. «Юність» здобула перемогу із рахунком 6:1 і вийшла вперед у серії 1:0. Нападник «Юності» Сергій Яновський відзначився дублем, а єдину шайбу у складі «Сокола» закинув Роман Сальников. На 37 хвилині Симчука у воротках змінив Михайло Балабан. В другому матчі «Юність» перемогла «Сокіл» із рахунком 4:1. Дублем у складі «Юності» відзначився Олександр Матерухін, а 19-річний воротар «Сокола» Михайло Балабан відбив 41 кидок. Віталій Литвиненко закинув єдину шайбу «Сокола» після передачі Андрія Срюбка. В третьому матчі «Юність» виграла із рахунком 1:0. В основний час гри переможця не було виявлено. На 1:09 хвилині овертайму переможну шайбу закинув Костянтин Захаров і вивів свою команду у фінал. Воротар «Юності» Віталій Белінський здійснив 33 сейви і записав у свій актив другий шатаут в серії плей-оф.
Час початку матчів місцевий (UTC+2).
| 12 березня 18:30 | Юність Мінськ | 6 : 1 (3:1, 2:0, 1:0) | Сокіл Київ | Ковзанка ХК Юність-Мінськ, Мінськ Глядачів: 750 |

| Протокол | Протокол                                | Протокол                                 | Протокол                                                                  | Протокол                                                           |
| --- | --------------------------------------- | ---------------------------------------- | ------------------------------------------------------------------------- | ------------------------------------------------------------------ |
| | Віталій Бєлінський 29 сейвів/ 30 кидків | Голкіпери                                | Костянтин Симчук 8 сейвів/ 13 кидків Михайло Балабан 15 сейвів/ 16 кидків | Арбітри: Василь Биковський (Вітебськ) Володимир Наливайко (Мінськ) |
| Захаров (Рядинський, Боровков б) 3:34 Курилін (Рядинський, А. Степанов б) 6:53 Дудик (Шелег, Боровков) 11:57 Яновський (Матерухін, Сенькевич б) 0:07 Яновський (Баранов, Єркович) 2:26 Слиш (Рядинський, Боровков б) 1:46 | 1:0 2:0 3:0 3:1 4:1 5:1 6:1             | 16:28 Сальников (Побєдоносцев, Пастух б) |                                                                           | Арбітри: Василь Биковський (Вітебськ) Володимир Наливайко (Мінськ) |
| 20 хв. | Вилучення                               | 26 хв.                                   |                                                                           | Арбітри: Василь Биковський (Вітебськ) Володимир Наливайко (Мінськ) |
| 29 | Кидки                                   | 30                                       |                                                                           | Арбітри: Василь Биковський (Вітебськ) Володимир Наливайко (Мінськ) |

| 13 березня 17:00 | Юність Мінськ | 4 : 1 (2:0, 1:1, 1:0) | Сокіл Київ | Ковзанка ХК Юність-Мінськ, Мінськ Глядачів: 650 |

| Протокол | Протокол                                | Протокол                    | Протокол                           | Протокол                                                         |
| --- | --------------------------------------- | --------------------------- | ---------------------------------- | ---------------------------------------------------------------- |
| | Віталій Бєлінський 18 сейвів/ 19 кидків | Голкіпери                   | Михайло Балабан 41 сейв/ 45 кидків | Арбітри: Олександр Запольський (Брест) Максим Сидоренко (Мінськ) |
| Захаров (Слиш, Баранов б) 8:56 Баранов (А. Степанов, Слиш б) 15:15 Матерухін (Боровков, Захаров) 19:44 Матерухін (Захаров б) 3:30 | 1:0 2:0 2:1 3:1 4:1                     | 11:00 Литвиненко (Срюбко б) |                                    | Арбітри: Олександр Запольський (Брест) Максим Сидоренко (Мінськ) |
| 6 хв. | Вилучення                               | 45 хв.                      |                                    | Арбітри: Олександр Запольський (Брест) Максим Сидоренко (Мінськ) |
| 45 | Кидки                                   | 19                          |                                    | Арбітри: Олександр Запольський (Брест) Максим Сидоренко (Мінськ) |

| 16 березня 19:00 | Сокіл Київ | 0 : 1 ОТ (0:0, 0:0, 0:0, 0:1) | Юність Мінськ | Льодова арена «Термінал», Бровари Глядачів: 1,300 |

| Протокол | Протокол                           | Протокол                         | Протокол                              | Протокол                                                           |
| -------- | ---------------------------------- | -------------------------------- | ------------------------------------- | ------------------------------------------------------------------ |
|          | Костянтин Симчук 21 сейв/ 22 кидки | Голкіпери                        | Віталій Бєлінський 33 сейви/ 33 кидки | Арбітри: Володимир Наливайко (Мінськ) Василь Биковський (Вітебськ) |
|          | 0:1                                | 1:09 Захаров (Боровков, Баранов) |                                       | Арбітри: Володимир Наливайко (Мінськ) Василь Биковський (Вітебськ) |
| 16 хв.   | Вилучення                          | 20 хв.                           |                                       | Арбітри: Володимир Наливайко (Мінськ) Василь Биковський (Вітебськ) |
| 33       | Кидки                              | 22                               |                                       | Арбітри: Володимир Наливайко (Мінськ) Василь Биковський (Вітебськ) |

### Шахтар Согігорськ — ХК Гомель
«Шахтар» переміг «Гомель» у серії з рахунком 3:1. У першому матчі «Шахтар» забив 7 голів, серед яких голи лідерів команди Олега Шафаренка, Віталія Люткевича та Максима Балмочних, здобувши перемогу із рахунком 7:0. Воротар «Шахтаря» Міка Окса відбив 15 кидків і записав у свій актив третій поспіль шатаут в серії плей-оф. В другому матчі «Шахтар» здобув перемогу, перемігши із рахунком 4:1. У складі «Шахтаря» дублем відзначився Олег Шафаренко, по одній закинули Артем Демков і Олександр Кулаков (у меншості). На 8:45 хвилині єдину шайбу «Гомеля» закинув Олександр Усенко. В третьому матчі, «Гомель» на домашній арені скоротив відставання в серії, перемігши 3:2. Переможну шайбу господарів закинув Олександр Жидких, який у меншості вразив ворота на 18:47 хвилині першого періоду. В третьому матчі проти «Шахтаря» замість Ігора Брикуна у воротах «Гомеля» стояв Дмитро Карпіков, який в своєму дебютному матчі плей-оф відбив 31 кидок. В четвертому матчі «Шахтар» здобув перемогу з рахунком 1:5 і вийшов у свій перший фінал Екстраліги в історії. Господарі вийшли вперед завдяки шайбі Артема Волкова, який закинув у більшості, на що хокеїсти «Шахтаря» відповіли 5-ма шайбами — у складі солігорської команди відзначились Олексій Єфименко, Олег Шафаренко, Андрій Башко, Олександр Кулаков і Віктор Андрущенко.
Час початку матчів місцевий (UTC+2).
| 12 березня 18:30 | Шахтар Согігорськ | 7 : 0 (2:0, 3:0, 2:0) | ХК Гомель | Льодовий палац, Солігорськ Глядачів: 1,540 |

| Протокол | Протокол                       | Протокол  | Протокол                        | Протокол                                                        |
| --- | ------------------------------ | --------- | ------------------------------- | --------------------------------------------------------------- |
| | Міка Окса 15 сейвів/ 15 кидків | Голкіпери | Ігор Брикун 22 сейви/ 29 кидків | Арбітри: Володимир Проскуров (Мінськ) Віктор Пляц (Новополоцьк) |
| Шафаренко (Башко, Кулаков) 5:03 Андрущенко (Шафаренко, Кулаков) 11:35 Демков (Страхов, Шафаренко б2) 2:54 Люткевич 6:50 Ковиршин (Чуприс, Балмочних) 17:42 Балмочних (Чуприс) 5:30 Михайлов (Балмочних, Страхов б2) 9:30 | 1:0 2:0 3:0 4:0 5:0 6:0 7:0    |           |                                 | Арбітри: Володимир Проскуров (Мінськ) Віктор Пляц (Новополоцьк) |
| 10 хв. | Вилучення                      | 14 хв.    |                                 | Арбітри: Володимир Проскуров (Мінськ) Віктор Пляц (Новополоцьк) |
| 29 | Кидки                          | 15        |                                 | Арбітри: Володимир Проскуров (Мінськ) Віктор Пляц (Новополоцьк) |

| 13 березня 17:00 | Шахтар Согігорськ | 4 : 1 (1:0, 1:0, 2:1) | ХК Гомель | Льодовий палац, Солігорськ Глядачів: 1,700 |

| Протокол | Протокол                    | Протокол                         | Протокол                       | Протокол                                                     |
| --- | --------------------------- | -------------------------------- | ------------------------------ | ------------------------------------------------------------ |
| | Міка Окса 21 сейв/ 22 кидки | Голкіпери                        | Ігор Брикун 21 сейв/ 25 кидків | Арбітри: Андрій Васько (Гродно) Ярослав Завгородній (Мінськ) |
| Шафаренко (Башко, Андрущенко) 15:25 Шафаренко (Андрущенко) 1:02 Демков (Михайлов, Люткевич) 6:58 Кулаков (м) 12:23 | 1:0 2:0 3:0 3:1 4:1         | 8:45 О. Усенко (Жидких, Рудак б) |                                | Арбітри: Андрій Васько (Гродно) Ярослав Завгородній (Мінськ) |
| 18 хв. | Вилучення                   | 24 хв.                           |                                | Арбітри: Андрій Васько (Гродно) Ярослав Завгородній (Мінськ) |
| 25 | Кидки                       | 22                               |                                | Арбітри: Андрій Васько (Гродно) Ярослав Завгородній (Мінськ) |

| 16 березня 18:30 | ХК Гомель | 3 : 2 (3:1, 0:0, 0:1) | Шахтар Согігорськ | Льодовий палац, Гомель Глядачів: 2,800 |

| Протокол                                                                                                   | Протокол                          | Протокол                                  | Протокол                      | Протокол                                            |
| --- | --------------------------------- | ----------------------------------------- | ----------------------------- | --------------------------------------------------- |
| | Дмитро Карпіков 31 сейв/ 33 кидки | Голкіпери                                 | Міка Окса 24 сейви/ 27 кидків | Арбітри: Андрій Васько (Гродно) Олег Лускань (Київ) |
| Огородніков (Якушин, Волков) 7:16 Філічкін (Жидких, О. Усенко б) 10:02 Жидких (Філічкін, Мусієнко м) 18:47 | 1:0 1:1 2:1 3:1 3:2               | 7:51 Єфименко 16:17 Кулаков (Шафаренко б) |                               | Арбітри: Андрій Васько (Гродно) Олег Лускань (Київ) |
| 12 хв. | Вилучення                         | 18 хв.                                    |                               | Арбітри: Андрій Васько (Гродно) Олег Лускань (Київ) |
| 27 | Кидки                             | 33                                        |                               | Арбітри: Андрій Васько (Гродно) Олег Лускань (Київ) |

| 17 березня 18:30 | ХК Гомель | 1 : 5 (1:2, 0:1, 0:2) | Шахтар Согігорськ | Льодовий палац, Гомель Глядачів: 2,800 |

| Протокол                            | Протокол                            | Протокол | Протокол                       | Протокол                                                         |
| ----------------------------------- | ----------------------------------- | --- | ------------------------------ | ---------------------------------------------------------------- |
|                                     | Дмитро Карпіков 34 сейви/ 39 кидків | Голкіпери | Міка Окса 18 сейвів/ 19 кидків | Арбітри: Максим Сидоренко (Мінськ) Олександр Запольський (Брест) |
| Волков (Якушин, Огородніков б) 4:42 | 1:0 1:1 1:2 1:3 1:4 1:5             | 6:05 Єфименко (Чуприс, Сушко) 7:36 Шафаренко (Андрущенко) 12:28 Башко (Андрущенко, Шафаренко) 15:42 Кулаков (Шведов, Шафаренко) 19:18 Андрущенко (Чуприс, Кулаков) |                                | Арбітри: Максим Сидоренко (Мінськ) Олександр Запольський (Брест) |
| 40 хв.                              | Вилучення                           | 18 хв. |                                | Арбітри: Максим Сидоренко (Мінськ) Олександр Запольський (Брест) |
| 19                                  | Кидки                               | 39 |                                | Арбітри: Максим Сидоренко (Мінськ) Олександр Запольський (Брест) |

## Фінал

Хокеїсти «Юності» святкують перемогу у сьомому матчі фіналу, 3 квітня 2010

У фіналі зійшлися команди «Юність» (Мінськ) і «Шахтар» (Солігорськ), для останньої це фінальна серія стала дебютною в історії клубу.
В першому матчі «Юність» поступилась «Шахтарю» на домашній арені з рахунком 1:2. Віктор Андрущенко закинув переможну шайбу гостей на 7:36 хвилині другого овертайму. В другому матчі «Юність» відновила рівновагу в серії 1:1, обігравши «Шахтар» з рахунком 4:3. По ходу зустрічі мінська команда поступалась 0:3, однак «Юність» відігралась завдяки шайбам Олександра Матерухіна, Андрія Степанова і Олексія Баранова. Переможну шайбу господарів закинув Олег Тимченко на 1:53 хвилині першого овертайму.
У третьому матчі «Шахтар» вийшов уперед в серії, вигравиши «Юність» 3:2 на домашній арені. Основний час поєдинку закінчився з рахунком 2:2, а на 1:04 хвилині овертайму Євген Ковиршин закинув преможну шайбу господарів. В четвертому матчі «Юність» зрівняла рахунок серії 2:2, перемігши на виїзді 2:3. Переможною стала шайба Олександра Матерухіна, яку він закинув у другому періоді.
У п'ятому матчі «Юність» вийшла вперед у серії, вигравши суперників з розгромним рахунком 7:1. Нападник «Юності» Дмитро Дудик закинув свою 5-у шайбу в серії плей-оф. В шостому матчі «Шахтар» зрівняв рахунок в серії 3:3, здолавши «Юність» на Мінському льодовому палаці спорту із рахунком 3:2. Переможну шайбу закинув Євген Ковиршин на 8:04 хивлині другого періоду.
Заключний, сьомий матч фінальної серії відбувся на «Мінськ-Арені» в присутності 15,000 вболівальників. Рахунок у матчі вікдрив нападник «Юності» Максим Слиш у другому періоді. У тому ж періоді «Шахтар» скоротив відставання завдяки шайбі Євгена Ковиршина, який відзначився у подвійній більшості. Основний час закінчився за рівного рахунку, а на 13:32 хвилині овертайму Артем Сенькевич закинув переможну шайбу і приніс своїй команді перемогу. Юність стала п'ятиразовим чемпіоном Білорусі.
Час початку матчів місцевий (UTC+2).
| 23 березня 18:30 | Юність Мінськ | 1 : 2 2ОТ (0:1, 1:0, 0:0, 0:0, 0:1) | Шахтар Согігорськ | Ковзанка ХК Юність-Мінськ, Мінськ Глядачів: 900 |

| Протокол                             | Протокол                              | Протокол                                                   | Протокол                      | Протокол                                                         |
| ------------------------------------ | ------------------------------------- | ---------------------------------------------------------- | ----------------------------- | ---------------------------------------------------------------- |
|                                      | Віталій Бєлінський 40 сейвів/42 кидки | Голкіпери                                                  | Міка Окса 35 сейвів/36 кидків | Арбітри: Максим Сидоренко (Мінськ) Олександр Запольський (Брест) |
| Матерухін (Тимченко, Толкунов) 15:37 | 0:1 1:1 1:2                           | 15:37 Страхов (Демков, Сушко) 15:37 Андрущенко (Шафаренко) |                               | Арбітри: Максим Сидоренко (Мінськ) Олександр Запольський (Брест) |
| 22 хв.                               | Вилучення                             | 36 хв.                                                     |                               | Арбітри: Максим Сидоренко (Мінськ) Олександр Запольський (Брест) |
| 36                                   | Кидки                                 | 42                                                         |                               | Арбітри: Максим Сидоренко (Мінськ) Олександр Запольський (Брест) |

| 24 березня 18:30 | Юність Мінськ | 4 : 3 ОТ (0:1, 0:2, 3:0, 1:0) | Шахтар Согігорськ | Ковзанка ХК Юність-Мінськ, Мінськ Глядачів: 850 |

| Протокол | Протокол                                                                     | Протокол                                                                                   | Протокол                     | Протокол                                        |
| --- | ---------------------------------------------------------------------------- | ------------------------------------------------------------------------------------------ | ---------------------------- | ----------------------------------------------- |
| | Віталій Бєлінський 12 сейвів/15 кидки Сергій Шабанов (в) 16 сейвів/16 кидків | Голкіпери                                                                                  | Міка Окса 38 сейвів/42 кидки | Арбітри: Олег Лускань (Київ) Максим Урда (Київ) |
| Матерухін (А. Степанов, Баранов) 7:37 А. Степанов (Курилін, Слиш) 15:03 Баранов (Сенькевич, А. Степанов) 16:43 Тимченко (А. Степанов, Баранов) 1:53 | 0:1 0:2 0:3 1:3 2:3 3:3 4:3                                                  | 12:25 Єфименко (Сушко, Чуприс б) 2:26 Демков (Камбович, Люткевич) 11:37 Чуприс (Шафаренко) |                              | Арбітри: Олег Лускань (Київ) Максим Урда (Київ) |
| 16 хв. | Вилучення                                                                    | 18 хв.                                                                                     |                              | Арбітри: Олег Лускань (Київ) Максим Урда (Київ) |
| 42 | Кидки                                                                        | 31                                                                                         |                              | Арбітри: Олег Лускань (Київ) Максим Урда (Київ) |

| 27 березня 13:00 | Шахтар Согігорськ | 3 : 2 2ОТ (1:0, 1:0, 0:2, 0:0, 1:0) | Юність Мінськ | Льодовий палац, Солігорськ Глядачів: 1,810 |

| Протокол                                                                                        | Протокол                      | Протокол                                                                          | Протокол                           | Протокол                                                        |
| ----------------------------------------------------------------------------------------------- | ----------------------------- | --------------------------------------------------------------------------------- | ---------------------------------- | --------------------------------------------------------------- |
|                                                                                                 | Міка Окса 26 сейвів/28 кидків | Голкіпери                                                                         | Сергій Шабанов 27 сейвів/30 кидків | Арбітри: Василь Биковський (Вітебськ) Віктор Пляц (Новополоцьк) |
| Камбович (Ковиршин, Башко) 2:59 Демков (Шведов, Михайлов б) 17:47 Ковиршин (Чуприс, Сушко) 1:04 | 1:0 2:0 2:1 2:2 3:2           | 10:13 Баранов (Рядинський, А. Степанов б) 19:43 Сенькевич (Захаров, Рядинський б) |                                    | Арбітри: Василь Биковський (Вітебськ) Віктор Пляц (Новополоцьк) |
| 14 хв.                                                                                          | Вилучення                     | 12 хв.                                                                            |                                    | Арбітри: Василь Биковський (Вітебськ) Віктор Пляц (Новополоцьк) |
| 30                                                                                              | Кидки                         | 28                                                                                |                                    | Арбітри: Василь Биковський (Вітебськ) Віктор Пляц (Новополоцьк) |

| 28 березня 13:00 | Шахтар Согігорськ | 2 : 3 (0:0, 1:3, 1:0) | Юність Мінськ | Льодовий палац, Солігорськ Глядачів: 1,850 |

| Протокол                                                             | Протокол                      | Протокол | Протокол                           | Протокол                                                           |
| -------------------------------------------------------------------- | ----------------------------- | --- | ---------------------------------- | ------------------------------------------------------------------ |
|                                                                      | Міка Окса 15 сейвів/18 кидків | Голкіпери | Сергій Шабанов 31 сейвів/33 кидків | Арбітри: Володимир Наливайко (Мінськ) Василь Биковський (Вітебськ) |
| Михайлов (Шведов, Страхов б) 18:01 Страхов (Чуприс, Кулаков б) 19:38 | 0:1 0:2 0:3 1:3 2:3           | 5:32 Захаров (Сенькевич, А. Степанов б) 6:01 Боровков (Матерухін, Тимченко) 12:22 Матерухін (Тимченко, Боровков) |                                    | Арбітри: Володимир Наливайко (Мінськ) Василь Биковський (Вітебськ) |
| 36 хв.                                                               | Вилучення                     | 42 хв. |                                    | Арбітри: Володимир Наливайко (Мінськ) Василь Биковський (Вітебськ) |
| 33                                                                   | Кидки                         | 18 |                                    | Арбітри: Володимир Наливайко (Мінськ) Василь Биковський (Вітебськ) |

| 30 березня 18:30 | Юність Мінськ | 7 : 1 (3:1, 3:0, 1:0) | Шахтар Согігорськ | Ковзанка ХК Юність-Мінськ, Мінськ Глядачів: 850 |

| Протокол | Протокол                                                                      | Протокол                            | Протокол                                                                  | Протокол                                                         |
| --- | ----------------------------------------------------------------------------- | ----------------------------------- | ------------------------------------------------------------------------- | ---------------------------------------------------------------- |
| | Сергій Шабанов (в) 16 сейвів/17 кидків Віталій Бєлінський 11 сейвів/11 кидків | Голкіпери                           | Степан Горячевських (п) 13 сейвів/18 кидків Міка Окса 14 сейвів/16 кидків | Арбітри: Олександр Запольський (Брест) Максим Сидоренко (Мінськ) |
| Курилін 0:48 Яновський (Сенькевич, Захаров) 1:20 Тимченко (Толкунов, Денискін б) 14:40 Дудик 2:30 Рядинський (А. Степанов б) 6:54 Толкунов (Тимченко, Боровков б) 11:09 Баранов (Рядинський б2) 14:30 | 1:0 2:0 3:0 3:1 4:1 5:1 6:1 7:1                                               | 19:11 Люткевич (Страхов, Антонов б) |                                                                           | Арбітри: Олександр Запольський (Брест) Максим Сидоренко (Мінськ) |
| 30 хв. | Вилучення                                                                     | 32 хв.                              |                                                                           | Арбітри: Олександр Запольський (Брест) Максим Сидоренко (Мінськ) |
| 34 | Кидки                                                                         | 28                                  |                                                                           | Арбітри: Олександр Запольський (Брест) Максим Сидоренко (Мінськ) |

| 1 квітня 18:30 | Шахтар Согігорськ | 3 : 2 (0:0, 1:0, 2:2) | Юність Мінськ | Мінський льодовий Палац спорту, Мінськ Глядачів: 3,400 |

| Протокол                                                                                              | Протокол                         | Протокол                                                                  | Протокол                                                                   | Протокол                                                        |
| --- | -------------------------------- | ------------------------------------------------------------------------- | -------------------------------------------------------------------------- | --------------------------------------------------------------- |
| | Міка Окса (в) 20 сейвів/22 кидки | Голкіпери                                                                 | Сергій Шабанов (п) 33 сейви/36 кидків Віталій Бєлінський 9 сейвів/9 кидків | Арбітри: Володимир Наливайко (Мінськ) Максим Сидоренко (Мінськ) |
| Демков (Шведов, Развадовський б) 2:53 Башко (Страхов, Люткевич б) 6:30 Ковиршин (Кулаков, Світо) 8:04 | 1:0 2:0 3:0 3:1 3:2              | 13:59 Боровков (Тимченко м) 19:12 Баранов (Матерухін, Рядинський б2, шпг) |                                                                            | Арбітри: Володимир Наливайко (Мінськ) Максим Сидоренко (Мінськ) |
| 18 хв.                                                                                                | Вилучення                        | 28 хв.                                                                    |                                                                            | Арбітри: Володимир Наливайко (Мінськ) Максим Сидоренко (Мінськ) |
| 45 | Кидки                            | 22                                                                        |                                                                            | Арбітри: Володимир Наливайко (Мінськ) Максим Сидоренко (Мінськ) |

| 3 квітня 18:00 | Юність Мінськ | 2 : 1 ОТ (0:0, 1:1, 0:0, 1:0) | Шахтар Согігорськ | Мінськ-Арена, Мінськ Глядачів: 15,000 |

| Протокол                                         | Протокол                                     | Протокол                             | Протокол                           | Протокол                                                         |
| ------------------------------------------------ | -------------------------------------------- | ------------------------------------ | ---------------------------------- | ---------------------------------------------------------------- |
|                                                  | Віталій Бєлінський (в. ) 37 сейвів/38 кидків | Голкіпери                            | Міка Окса (п.) 48 сейвів/50 кидків | Арбітри: Олександр Запольський (Брест) Максим Сидоренко (Мінськ) |
| Слиш (Курилін, А. Степанов) 0:44 Сенькевич 13:32 | 1:0 1:1 2:1                                  | 10:06 Ковиршин (Кулаков, Антонов б2) |                                    | Арбітри: Олександр Запольський (Брест) Максим Сидоренко (Мінськ) |
| 45 хв.                                           | Вилучення                                    | 41 хв.                               |                                    | Арбітри: Олександр Запольський (Брест) Максим Сидоренко (Мінськ) |
| 50                                               | Кидки                                        | 38                                   |                                    | Арбітри: Олександр Запольський (Брест) Максим Сидоренко (Мінськ) |

## Статистика

### Бомбардири
Список 10 найкращих гравців, сортованих за очками. Список розширений, оскільки деякі гравці набрали рівну кількість очок. До списку включені усі гравці із однаковою кількістю очок.
| №   | Гравець              | Команда           | І  | Г | П  | Очк. | +/– | Ш  |
| --- | -------------------- | ----------------- | -- | - | -- | ---- | --- | -- |
| 1.  | Олег Шафаренко       | Шахтар Солігорськ | 14 | 5 | 11 | 16   | +9  | 14 |
| 2.  | Андрій Степанов      | Юність Мінськ     | 13 | 2 | 12 | 14   | +5  | 10 |
| 3.  | Олексій Баранов      | Юність Мінськ     | 12 | 5 | 7  | 12   | +7  | 4  |
| 4.  | Олександр Кулаков    | Шахтар Солігорськ | 14 | 4 | 8  | 12   | +9  | 14 |
| 5.  | Костянтин Захаров    | Юність Мінськ     | 13 | 5 | 6  | 11   | +4  | 34 |
| 6.  | Віктор Андрущенко    | Шахтар Солігорськ | 12 | 5 | 6  | 11   | +10 | 36 |
| 7.  | Олександр Матерухін  | Юність Мінськ     | 13 | 6 | 4  | 10   | +3  | 14 |
| 8.  | Олексій Страхов      | Шахтар Солігорськ | 14 | 4 | 6  | 10   | 0   | 10 |
| 9.  | Ярослав Чуприс       | Шахтар Солігорськ | 14 | 1 | 9  | 10   | +7  | 24 |
| 10. | Олег Тимченко        | Юність Мінськ     | 11 | 3 | 6  | 9    | +3  | 12 |
|     | Олександр Боровков   | Юність Мінськ     | 10 | 2 | 7  | 9    | +6  | 4  |
|     | Олександр Жидких     | ХК Гомель         | 7  | 2 | 7  | 9    | -1  | 14 |
|     | Олександр Рядинський | Юність Мінськ     | 13 | 1 | 8  | 9    | +6  | 6  |

### Найкращі воротарі
Список семи найращих воротарів, сортованих за перемогами:
| №  | Гравець            | Команда             | І  | Пер | Пор | СП   | %ВК  | Ш |
| -- | ------------------ | ------------------- | -- | --- | --- | ---- | ---- | - |
| 1. | Міка Окса          | Шахтар Солігорськ   | 14 | 9   | 4   | 1.58 | 93.7 | 3 |
| 2. | Віталій Бєлінський | Юність Мінськ       | 11 | 7   | 1   | 1.22 | 95.5 | 2 |
| 3. | Сергій Шабанов     | Юність Мінськ       | 5  | 3   | 2   | 2.15 | 93.2 | 0 |
| 4. | Костянтин Симчук   | Сокіл Київ          | 7  | 3   | 3   | 2.17 | 92.1 | 0 |
| 5. | Ігор Брикун        | ХК Гомель           | 5  | 3   | 3   | 3.00 | 89.1 | 0 |
| 6. | Леонід Гришукевич  | Хімволокно Могильов | 5  | 2   | 2   | 2.12 | 92.2 | 0 |
| 7. | Дмитро Карпіков    | ХК Гомель           | 2  | 1   | 1   | 3.50 | 90.3 | 0 |

І = Ігор; Пер = Перемог; Пор = Поразок; СП = Середня кількість пропущених шайб; %ВК = Відбитих кидків (в %); СМ = Шатаутів